# Navia acaulis
Navia acaulis är en gräsväxtart som beskrevs av Carl Friedrich Philipp von Martius, Schult. och Julius Hermann Schultes. Navia acaulis ingår i släktet Navia och familjen Bromeliaceae. Inga underarter finns listade i Catalogue of Life.